# Baagø
Baagø, Bågø o Baagö es una isla de Dinamarca, ubicada en el estrecho del Pequeño cinturón (Lillebælt en danés), al oeste de Fionia. Pertenece al municipio de Assens.
Baagø alberga una población de 25 habitantes (2015) en una superficie de 6,2 km². El punto más alto de la isla se encuentra a tan solo 8 m s. n. m.
Alberga en su centro un pueblo llamado Bågø By. Hay un ferry que conecta la isla con Assens.